# Довженко В'ячеслав Валерійович
В'ячесла́в Вале́рійович Довже́нко (нар. 18 вересня 1976, Дніпро) — український актор театру і кіно. Лавреат премії «Золота дзиґа» за найкращу чоловічу роль.

## Життєпис
Народився  18 вересня 1976 року.
В 1995 році закінчив Дніпропетровське театральне училище, відділення «актор театру ляльок» (майстри Михайло Овсянников та Олександра Самохвалова) та «актор театру драми» (майстер Неля Пінська).
2009 року закінчив режисерське відділення КНУТКТ ім. І. К. Карпенка-Карого (майстерня Костянтина Дубініна). Працював у Дніпропетровському українському драматичному театрі ім. Т. Шевченка.
З 1998 року В'ячеслав Довженко актор «Київського Вільного театру» (керівник Артур Артеменьєв). Грає також на сцені Київського ТЮГу.
З 2011 року — актор «Київського академічного драматичного театру на Подолі».
У рамках акції ТСН записав відеозвернення з підтримки незаконно ув'язненого у Росії українського режисера Олега Сенцова.

## Родина
Із акторкою Ксенією Башою мають сина Івана Довженка.

## Ролі у театрі
1. «Чайка на ім'я Джонатан» за повістю «Джонатан Лівінгстон, мартин» Річарда Баха — Вожак і Чанг
2. «Діалог самців» за творами Патріка Бессона, Юрія Аверченка та ін. — Кіт Боб
3. «Механічний апельсин» Ентоні Берджеса — Алекс
4. «Вестсайдська історія» — Тоні
5. «Такі вільні метелики» Леонарда Герша — Ральф Остін
6. «Безталанна» Івана Карпенко-Карого — Гнат
7. «Химера» Неди Нежданої — Нарцис
8. «Звідки беруться діти?» Анатолія Крима; реж. Віталій Малахов — Тимофій

Київський академічний театр юного глядача на Липках
Київський академічний драматичний театр на Подолі
1. 2006 — «Правдива історія Ромео і Джульєтти» Анатолія Крима; реж. Віталій Малахов — Герцог Верони
2. 2008 — «Сто тисяч» Івана Карпенко-Карого; реж. Віталій Малахов — Невідомий
3. 2010 — «Льовушка» Анатолія Крима; реж. Ігор Славинський — Точильник
4. 2013 — «Шоу про шоу» (вистава-концерт) Т. Могильник, В. Гуляйченко; реж. Віталій Малахов — Женя
5. 2014 — «Що я бачив уві сні…» за Львом Толстим; реж. Ігор Славинський — Студент
6. 2015 — «Замовляю любов» Тетяни Іващенко; реж. Сергій Павлюк — Кирило
7. 2018 — «Дівчина з ведмедиком, або Неповнолітня» Павла Ар'є за романом «Дівчина з ведмедиком» Віктора Домонтовича; реж. Стас Жирков — Іполіт Миколайович Варецький, учитель[6]

## Фільмографія
| Рік       | Проєкт                               | Кіностудія                                 | Режисер                                                        | Роль                                                 |
| --------- | ------------------------------------ | ------------------------------------------ | -------------------------------------------------------------- | ---------------------------------------------------- |
| 1997      | «Тарас Шевченко. Заповіт»            | «Кіностудія імені Олександра Довженка»     | Станіслав Клименко                                             | Пантелеймон Куліш                                    |
| 1999      | «Як гартувалася сталь»               | «Кіностудія імені Олександра Довженка»     | Хан Гін, Джаньа Сахат                                          | Чижик                                                |
| 2002      | «Молитва за Гетьмана Мазепу»         | «Кіностудія імені Олександра Довженка»     | Юрій Іллєнко                                                   | Петро І                                              |
| 2005      | «Братство»                           | «Кіностудія імені Олександра Довженка»     | Станіслав Клименко                                             | Пантелеймон Куліш                                    |
| 2005      | «Дев'ять життів Нестора Махна»       | «ДомФільм» / «Еврофільм-сервіс»            | Микола Каптан                                                  | епізод                                               |
| 2010      | «1942»                               | «PRO.TV»                                   | Валерій Шалига                                                 | Сафін                                                |
| 2010      | «Віра, Надія, Любов»                 | «Студія Арт-Базар»                         | Олексій Рудаков                                                | Аріс (Аристотель), батько Нелі                       |
| 2010      | «Маршрут милосердя»                  | «Мостелефільм»                             | Олег Масленников, Сайдо Курбанов, Бата Недич, Максим Мокрушев  | Сеня, балалаєчник                                    |
| 2011      | «Ялта-45»                            | «Арт-Базар Сінема»                         | Тигран Кеосаян                                                 |                                                      |
| 2012      | «Біла гвардія»                       | «Нон-стоп продакшн» за участю «Твін-Медіа» | Сергій Снєжкін                                                 | епізод                                               |
| 2012      | «СБУ. Спецоперація»                  | «ISTIL Studios», Інтер                     | Андрій Нестеренко                                              | Олег Бойко, головна роль                             |
| 2012      | «Свідок»                             | «Мостелефільм» / «Київтелефільм»           | Дмитро Томашпольський                                          | епізод                                               |
| 2013      | «Агент»                              | «Росія-1»                                  | Георгій Гаврилов, Дмитро Кузьмін                               | командир                                             |
| 2014      | «Брат за брата-3»                    | «Star Media»                               | Олег Туранський, Олег Філіпенко                                | Веденін, начальник охорони торгового центру          |
| 2014      | «Особиста справа»                    | «Film.UA»                                  | Володимир Мельниченко, Ігор Забара                             | таксист                                              |
| 2014      | «Небезпечне кохання»                 | «Star Media»                               | Кирило Капіца                                                  | Михайло Смолов, старший лейтенант поліції            |
| 2014      | «Поки станиця спить»                 | «Мостелефільм» / «КіноПродакшн»            | Бата Недич, Олена Циплакова, Олександр Мохов, Олег Масленников | Муха                                                 |
| 2014      | «Небезпечне кохання»                 | «Star Media»                               | Кирило Капіца                                                  | Михайло Смолов, старший лейтенант поліції            |
| 2014      | «Смертельно живий»                   | «Star Media»                               | Максим Стецков                                                 |                                                      |
| 2015      | «Безсмертник»                        | «Front Cinema»                             | Дмитро Гольдман                                                | Дмитренко, адвокат                                   |
| 2015      | «Клан ювелірів»                      | «Front Cinema»                             | Дмитро Гольдман                                                | Георгій Метревелі, батько Тимура, Мишико і Габріели  |
| 2015      | «За законами воєнного часу»          | «Star Media»                               | Максим Мехеда                                                  | лейтенант                                            |
| 2016      | «Майор і магія»                      | «Інтра»                                    | Володимир Мельниченко                                          | Олександр Черняєв, начальник відділу власної безпеки |
| 2016      | «На лінії життя»                     | «Fresh Production Group»                   | Антон Гойда                                                    | Стас Величко                                         |
| 2016      | «Центральна лікарня»                 | «1+1 Продакшн»                             | Віра Яковенко                                                  | епізод                                               |
| 2016      | «Хороший хлопець»                    | «Front Cinema»                             | Дмитро Гольдман                                                | Антон                                                |
| 2016      | «Потрійний захист»                   | «Fresh Production Group»                   | Анатолій Матешко                                               |                                                      |
| 2016      | «Доля на ім'я кохання»               | «Star Media»                               | Аліна Чеботарьова                                              | Віталій                                              |
| 2016      | «Не зарікайся»                       | «Front Cinema»                             | Дмитро Гольдман, Сергій Кравець                                | Валентин                                             |
| 2016-2017 | «Райське місце»                      | «Front Cinema»                             | Дмитро Гольдман                                                | Антон Винокуров                                      |
| 2017      | «Кіборги»                            | Ідас філм                                  | Ахтем Сеїтаблаєв                                               | Серпень                                              |
| 2018      | «Свінгери»                           | F Films                                    | Андрейс Екіс                                                   | Андрій                                               |
| 2018      | «За три дні до кохання»              | «1+1 продакшн»                             |                                                                |                                                      |
| 2018      | «Свінгери 2»                         | F Films                                    | Андрейс Екіс                                                   | Андрій                                               |
| 2019      | Подорожники                          | Христина Сиволап                           |                                                                | Толік                                                |
| 2020      | Дільничний з ДВРЗ                    | Mamas Film Production                      | Роман Бровко та Роман Ткаченко                                 | Сергій Олександрович Бондар, капітан поліції         |
| 2021      | Інший Франко                         | Ganza Film                                 | Ігор Висневський, Віталій Малахов                              | Петро Франко між 43 та 51 роками                     |
| 2022      | Обмін                                | Кінокомпанія 2015                          | Володимир Харченко-Куліковський                                | хірург Олександр                                     |
| 2023      | Буча                                 | LEVEL                                      | Станіслав Тіунов                                               | полковник ФСБ Стрельников                            |
| 2024      | «Будинок „Слово“: Нескінчений роман» | Fresh Production Group                     | Тарас Томенко                                                  | Микола Хвильовий                                     |
| 20242025  | Рубан АТП перевізники                | Mamas Film Production                      | Дмитро Лактіонов                                               | Гліб Рубан Артем Горбач                              |

## Нагороди та номінації
- Заслужений артист України (26 березня 2019) — за вагомий особистий внесок у розвиток національної культури і театрального мистецтва, значні творчі здобутки та високу професійну майстерність[8]
- За роль у виставі «Діалог самців» здобув призи міжнародних фестивалів «Добрий театр» (2004), «Підмосковні вечори» (2006) та у місті Враца (Болгарія, 2007).

| Нагороди й номінації | Нагороди й номінації       | Нагороди й номінації      | Нагороди й номінації | Нагороди й номінації |
| Рік                  | Премія                     | Номінація                 | Робота               | Результат            |
| -------------------- | -------------------------- | ------------------------- | -------------------- | -------------------- |
| 2018                 | Золота Дзиґа               | Найкраща чоловіча роль    | Кіборги              | Перемога             |
| 2018                 | Кіноколо                   | Найкраща чоловіча роль    | Кіборги              | Перемога             |
| 2021                 | Хмельницький кінофестиваль | Найкраща акторська робота | Інший Франко         | Перемога             |

## Оцінка роботи
Сучасний український письменник-белетрист Андрій Кокотюха у своїй рецензії для українського інтернет-видання Детектор Медіа роботу актора описує так:
[...] прогадати з В’ячеславом Довженком важко, майже неможливо. Це один із лідерів глядацьких симпатій в Україні, без перебільшення — народний актор.